# Eddie Adams
Edward Thomas Adams (New Kensington, Pensilvania, 12 de junio de 1933-Manhattan, Nueva York, 19 de septiembre de 2004) fue un fotoperiodista de guerra, ganador del premio Pulitzer en 1969 por una instantánea de la ejecución en Saigón. Adams fue fotógrafo de combate en la Marina durante la guerra de Corea y se convirtió en uno de los fotoperiodistas más importantes de EE. UU., fue reconocido por su talento, destacándose en retratos de famosos y políticos.

## Su etapa como fotógrafo de guerra
Sus mayores atribuciones las recibió de su trabajo como fotoperiodista, cubriendo eventos como la guerra de Corea y la guerra de Vietnam. Su fotografía más famosa es la que muestra la ejecución de un guerrillero del Viet Cong por parte del jefe de policía de Saigón, tomada justo en el instante en que le dispara a quemarropa.
Trabajó para la agencia AP (Associated Press) y sus fotografías han aparecido en Time, Newsweek, Life, Paris Match, Parade, Penthouse, Vogue, The London Sunday Times Magazine, The New York Times, Stern y Vanity Fair.

## Después de su etapa de corresponsal de guerra
Cuando ya no fue capaz de seguir adelante en ese campo, decidió concentrarse en fotografiar a celebridades, ya que «no te arrebatan nada tuyo». Durante esa época fotografió a personajes tan famosos como Clint Eastwood, Louis Armstrong, Muhammad Ali, la Madre Teresa o Juan Pablo II.
Ganó el Pulitzer en 1969 por aquella instantánea de la ejecución y, entre los más de 500 premios recibidos durante su carrera, destaca también el Robert Capa que le fue concedido en 1978.

## Causa de su muerte
Murió el 19 de septiembre de 2004 a los 71 años en su casa de Manhattan, sufría Esclerosis lateral amiotrófica, enfermedad que le diagnosticaron cinco meses antes. Dejó de hablar, pero no de trabajar.